# Roselle (Pflanze)
Die Roselle (Hibiscus sabdariffa), auch Sabdariff-Eibisch, Sudan-Eibisch, Afrikanische Malve oder Karkade genannt, ist eine Pflanzenart aus der Familie der Malvengewächse (Malvaceae).
Sie ist im tropischen Afrika beheimatet.

## Beschreibung

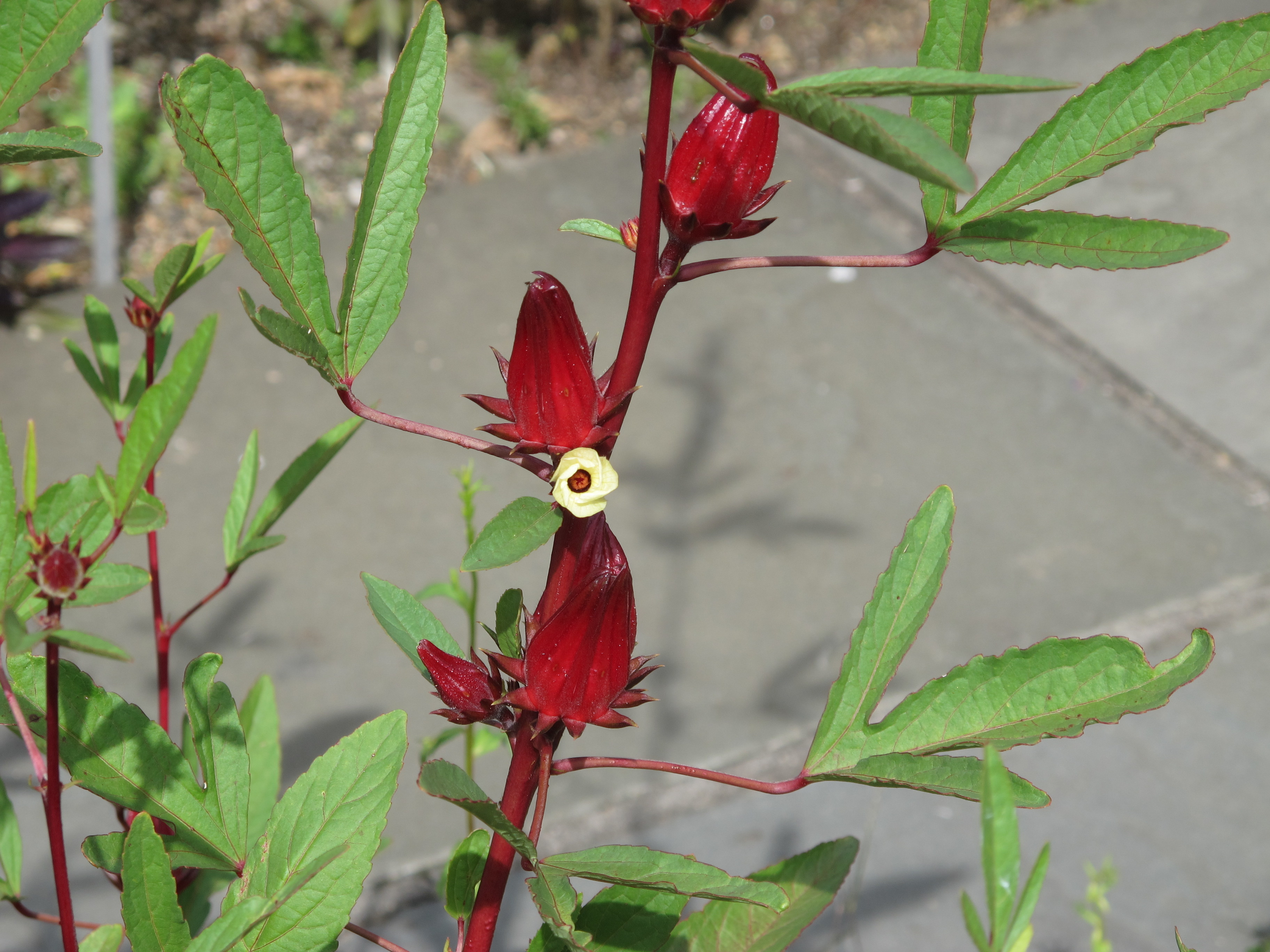
Roselle: Blüten, Blätter und Blütenkelche im Größenvergleich

Die Roselle wächst als einjährige krautige Pflanze und erreicht eine Wuchshöhe von 2 bis zu selten 3 Meter. Die meisten vegetativen Pflanzenteile sind weich behaart. Der aufrechte Stängel ist purpurfarben. Die Laubblätter sind 2 bis 8 cm lang gestielt. Es sind zwei verschiedene Formen von Blattspreiten vorhanden: eiförmige und fingerförmig dreigelappte mit schmalen Zipfeln. Die fadenförmigen Nebenblätter sind etwa 1 cm lang.
Die Blüten stehen einzeln in den Blattachseln. Die großen (Durchmesser 6 bis 7 cm) Blüten sind zwittrig, radiärsymmetrisch und fünfzählig. Der Nebenkelch besitzt acht bis zwölf rote, an ihrer Basis verwachsene Lappen mit einer Größe von 5 bis 15 × 2 bis 3 mm. Die fünf purpurfarbenen, fleischigen Kelchblätter sind krugförmig auf etwa ein Drittel ihrer Länge verwachsen. Die fünf Kronblätter sind gelb und am Grunde dunkelrot. Bei der Unterfamilie Malvoideae sind die Staubfäden der vielen Staubblätter zu einer den Stempel umhüllenden Röhre verwachsen, der sogenannten Columna.
Die fünffächerige Kapselfrucht ist eiförmig bis kugelig mit einem Durchmesser von etwa 1,5 cm.
Die Chromosomenzahl beträgt 2n = 18, 36 oder 72.

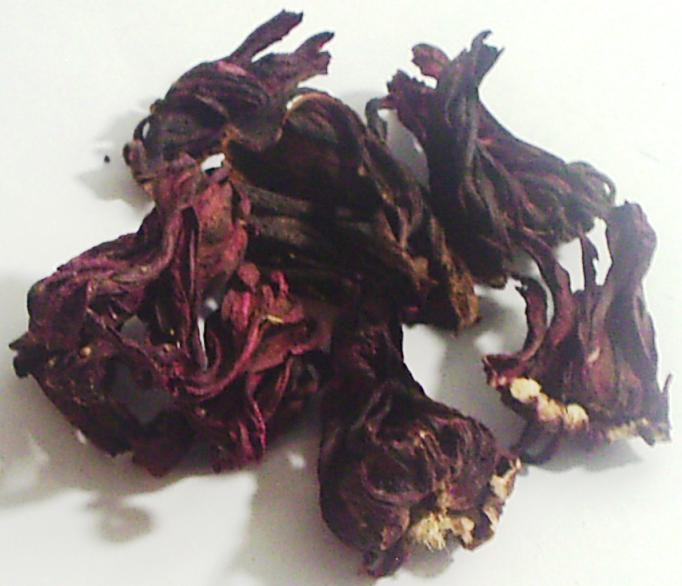
Bissap: Getrocknete Blütenkelche der Roselle

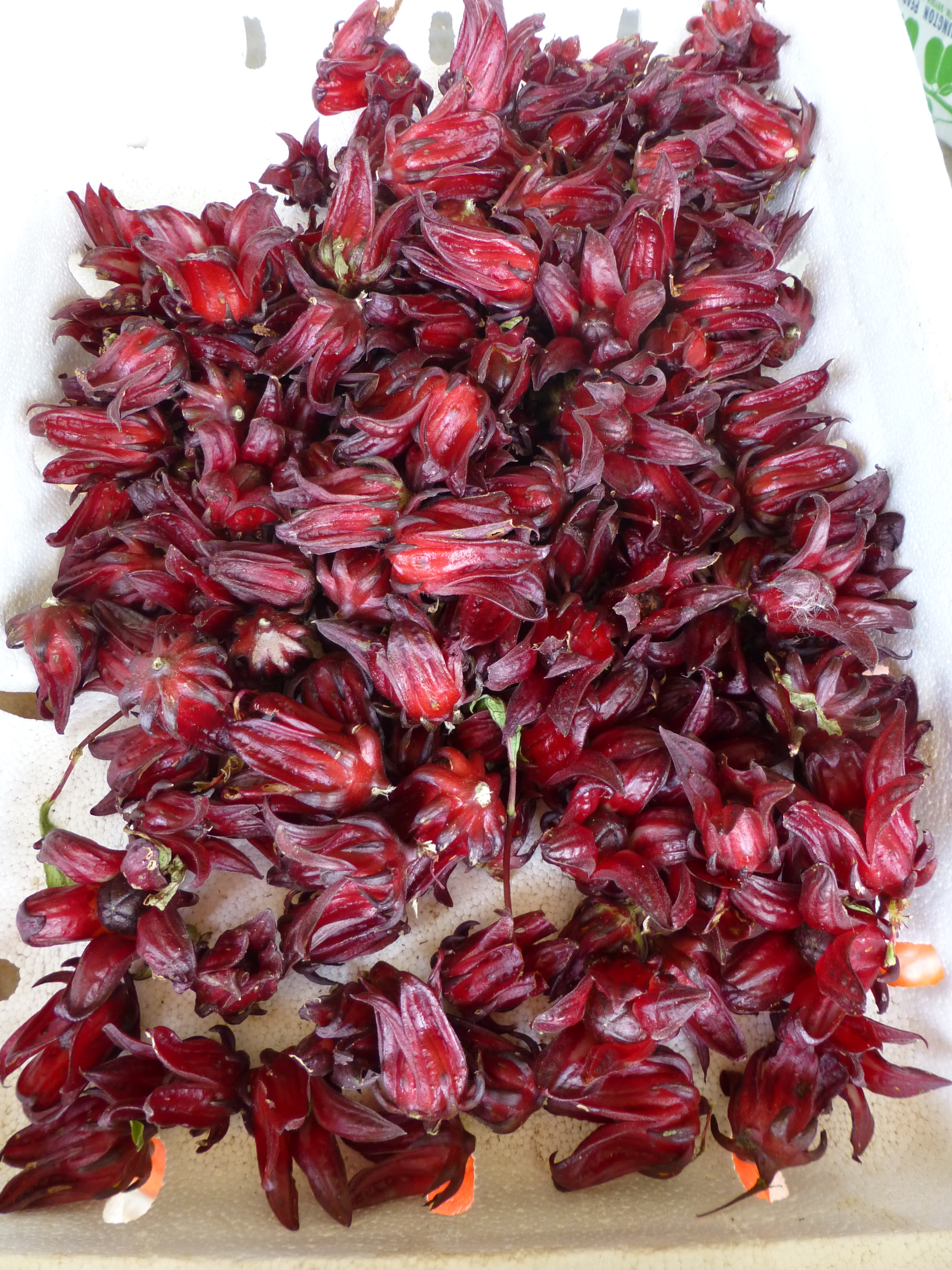
Auf dem Markt in Trinidad und Tobago

## Verwendung
Der Blütenkelch, der zur Samenreife fleischig wird und seine Farbe zu einem leuchtenden Rot verändert, zeichnet sich durch guten Geschmack und eine angenehme Säure aus. Er wird daher zur Herstellung von Hibiskustee („Malventee“), Süßspeisen, Limonaden, Marmeladen oder Likören verwendet. In getrockneter Form wird er im Sudan und Ägypten als Tee genutzt, der als Karkadeh bezeichnet wird. In Senegal und Mali wird der Tee kalt mit viel Zucker serviert. In Senegal, Togo, Kap Verde und Burkina Faso ist das Getränk unter dem Namen „Bissap“, in Mali unter „Dableni“ und in Kamerun unter „Folleré“ bekannt und ist in beiden Ländern ein Nationalgetränk. In Meso- und Südamerika wird Hibiskustee als „agua de flor de Jamaica“ oder „agua de Jamaica“ und die Pflanze auch als „flor de Jamaica“ oder „rosa de Jamaica“ bezeichnet. In Trinidad und Tobago werden die Blütenkelche mit Zucker, Nelken und Zimt eingekocht und der resultierende Sirup als Grundlage für Erfrischungsgetränke verwendet. Die Pflanze heißt dort „sorrel“ und wird auch industriell verarbeitet, so sind in Supermärkten abgefüllte Sorrel-Erfrischungsgetränke sowie ein Sorrel-Biermixgetränk der Carib Brewery erhältlich. Die Blätter können außerdem wie Gemüse zubereitet werden.
Ähnlich wie der Ostindische Hanf-Eibisch, der der Roselle sehr ähnelt, liefert auch Hibiscus sabdariffa Fasern, die wie Jute verarbeitet werden können. Nach der Fasergewinnung anfallende Rückstände werden zur Herstellung von Papier genutzt. Die Roselle wird heute in vielen Entwicklungsländern angebaut, weil damit eine Unabhängigkeit von Juteimporten erreicht werden kann.

## Inhaltsstoffe
Der saure Geschmack der wässrigen Extrakte (Tees, Karkadeh) der Hibiskusblüten rührt von Carbonsäuren her. Äpfelsäure, Citronensäure, Weinsäure und Oxalsäure wurden identifiziert.
Neben diesen im Pflanzenreich häufig vorkommenden Fruchtsäuren wurde ein Lacton (Allooxycitronensäurelacton, Hibiscussäure) gefunden, das in den getrockneten Blüten zu ca. 23 % enthalten sein soll.
Die rote Farbe der getrockneten Blüten und der wässrigen Extrakte werden von mehreren Farbstoffen (Anthocyanen) verursacht. Die beiden Hauptfarbstoffe enthalten Delphinidin und Cyanidin in glycosidischer Bindung mit dem Disaccharid Sambubiose, welches aus Glucose und Xylose aufgebaut ist.
Ein Anthocyan mit dem Aglykon Cyanidin kommt auch im Schwarzen Holunder – Sambucus nigra – vor (Sambicyanin). Daher wurde der glykämische Teil, das Disaccharid, Sambubiose genannt.
In kleinerer Menge liegen Delphinidin-3-O-glucosid, Cyanidin-3-O-glucosid und Delphinidin selbst vor.